# 라우터브루넨역
라우터브루넨역(독일어: Lauterbrunnen)은 스위스 베른주의 라우터브루넨 마을에 있는 기차역이다. 역은 인터라켄 동역까지 운행하는 열차가 운행되는 BOB(버르너 오버란트 철도, Berner Oberland Bahn)에 있다. 또한 기차가 벵엔을 통해 클라이네 샤이덱까지 운행하는 벵에른알프 철도(WAB)와 뮈렌까지 연결되는 하이브리드 케이블카와 철도가 있는 베르그반 라우터브루넨-뮈렌 철도(BLM)의 계곡 종점이기도 하다.
BOB선과 WAB선은 서로 다른 궤간을 사용하며 물리적으로 연결되지 않는다. 그러나 열차는 같은 역 내의 인접한 플랫폼에서 운행되고 있다. BOB 열차는 북쪽에서 역으로 들어오는 반면 WAB 열차는 남쪽에서 진입하게 되어 있다. BLM의 하부 케이블카는 지하통로를 통해 본 역과 연결되는 본 역 건너편 터미널에서 출발한다. WAB의 차고와 정비창은 역 남쪽에 있다.
이 역은 융프라우로 가는 두 가지 길 중 한가지 길의 주요 역이다. 그린델발트역으로 가는 길과 클라이네 샤이덱역에서 합쳐져서 빙산철도로 융프라우요흐역으로 간다.

## 운행편
2020년 12월 시간표 변경에 따라 라우터브루넨에서 다음 철도편이 정차한다.
- 레기오:
  - 인터라켄 동역까지 30분마다 운행.
  - 클라이네 샤이덱역까지 30분마다 운행.

15분 간격으로 공중 트램이 그뤼취알프(Grütschalp)까지 운행되며 뭬렌(Mürren)까지 연결되는 철도편이 제공된다.
라우터브루넨역에서 트뤼멜바흐 폭포를 거쳐 슈테헬베르크까지 30분마다 운행하는 버스를 포함한 포스트버스 스위츨란드 편이 다른 지역으로 연결을 한다.
기차로 여행을 끝내야 하는 벵엔과 뮈렌과 같은 자동차 없는 휴양지로 여행하는 여행자를 위해 역의 동쪽에 대규모 다층 주차장이 설비되어 있다.